# Leichtathletik-Weltmeisterschaften 2023/200 m der Frauen

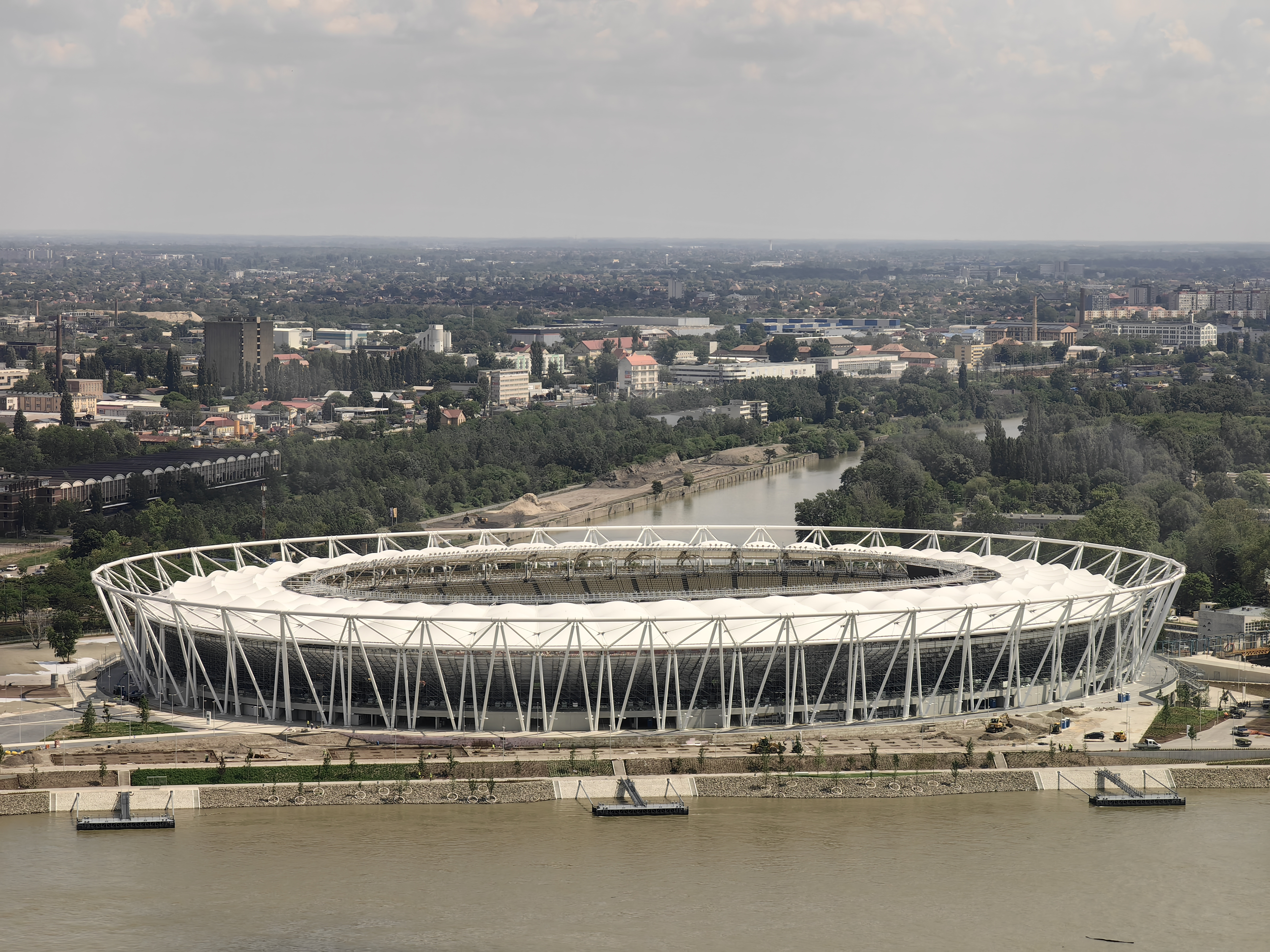
Nemzeti Atlétikai Központ im Mai 2023

Der 200-Meter-Lauf der Frauen bei den Leichtathletik-Weltmeisterschaften 2023 fand vom 23. bis 25. August 2023 im Stadion Nemzeti Atlétikai Központ der ungarischen Hauptstadt Budapest statt.
44 Athletinnen aus 31 Ländern nahmen an dem Wettbewerb teil.
Weltmeisterin wurde die jamaikanische Titelverteidigerin Shericka Jackson. Sie siegte vor der US-Amerikanerin Gabrielle Thomas. Bronze ging an die 100-Meter-Weltmeisterin Sha'Carri Richardson, ebenfalls aus den Vereinigten Staaten.

## Rekorde

### Bestehende Rekorde
| Weltrekord | Florence Griffith-Joyner | 21,34 s | OS Seoul, Südkorea | 29. September 1988 |
| WM-Rekord  | Shericka Jackson         | 21,45 s | WM Eugene, USA     | 21. Juli 2022      |

### Rekordverbesserungen
Die alte und neue Weltmeisterin verbesserte den bestehenden WM-Rekord und stellte damit gleichzeitig eine neue Weltjahresbestleistung auf. Darüber hinaus gab es einen Landesrekord.
- Weltmeisterschaftsrekord und Weltjahresbestleistung: 21,41 s – Shericka Jackson (Jamaika), Finale am 25. August bei einem Rückenwind von 0,1 m/s
- Landesrekord: 22,57 s – Shanti Pereira (Singapur), dritter Vorlauf am 23. August bei einem Gegenwind von 0,4 m/s

## Legende
Kurze Übersicht zur Bedeutung der Symbolik – so üblicherweise auch in sonstigen Veröffentlichungen verwendet:
- CR: Championshiprekord
- NR: nationaler Rekord
- WL: Weltjahresbestleistung
- DNS: nicht am Start (did not start)
- IWR: Internationale Wettkampfregeln
- TR: Technische Regeln

## Vorläufe
Aus den sechs Vorläufen qualifizierten sich jeweils die drei Ersten jedes Laufes – hellblau unterlegt – und zusätzlich die sechs Zeitschnellsten – hellgrün unterlegt – für die Halbfinals.

### Lauf 1
23. August 2023, 11:20 Uhr Ortszeit
Wind: −0,4 m/s
| Platz | Athletin            | Land           | Zeit (s) |
| ----- | ------------------- | -------------- | -------- |
| 1     | Anthonique Strachan | Bahamas        | 22,31    |
| 2     | Daryll Neita        | Großbritannien | 22,39    |
| 3     | Jaël Bestué         | Spanien        | 22,58    |
| 4     | Favour Ofili        | Nigeria        | 22,66    |
| 5     | Léonie Pointet      | Schweiz        | 23,16    |
| 6     | Yunisleydis García  | Kuba           | 23,22    |
| 7     | Ana Azevedo         | Brasilien      | 23,45    |
| 8     | Aino Pulkkinen      | Finnland       | 23,48    |

### Lauf 2

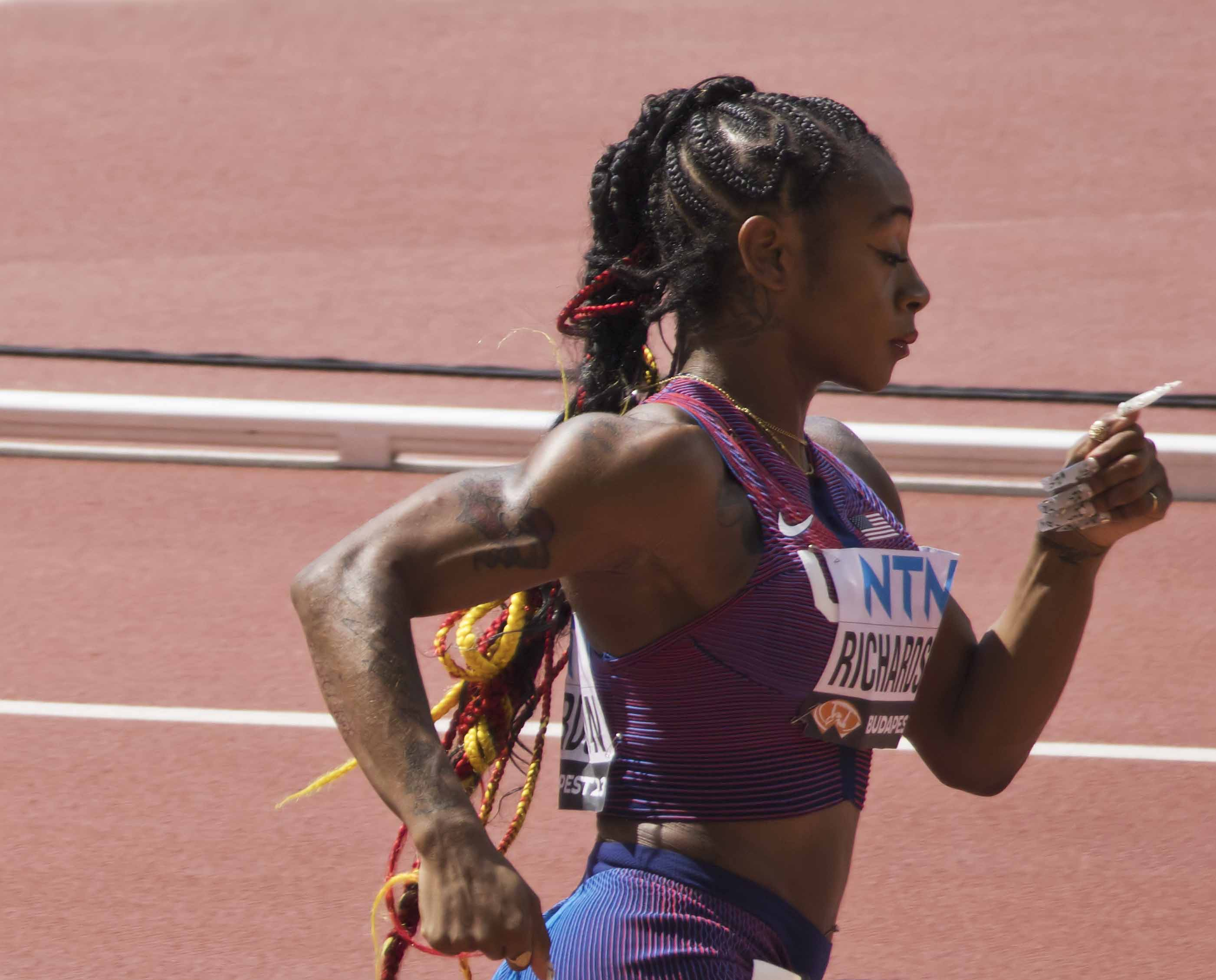
Sha’Carri Richardson während des zweiten Vorlaufs

23. August 2023, 11:27 Uhr Ortszeit
Wind: −0,7 m/s
| Platz | Athletin               | Land                  | Zeit (s) |
| ----- | ---------------------- | --------------------- | -------- |
| 1     | Sha’Carri Richardson   | USA                   | 22,16    |
| 2     | Marie-Josée Ta Lou     | Elfenbeinküste        | 22,26    |
| 3     | Olivia Fotopoulou      | Zypern                | 22,65    |
| 4     | Polyniki Emmanouilidou | Griechenland          | 23,00    |
| 5     | Ashanti Moore          | Jamaika               | 23,12    |
| 6     | Lorène Bazolo          | Portugal              | 23,13    |
| 7     | Anniina Kortetmaa      | Finnland              | 23,52    |
| 8     | Gorete Semedo          | São Tomé und Príncipe | 23,69    |

### Lauf 3
23. August 2023, 11:34 Uhr Ortszeit
Wind: −0,4 m/s
| Platz | Athletin           | Land                     | Zeit (s) |
| ----- | ------------------ | ------------------------ | -------- |
| 1     | Shericka Jackson   | Jamaika                  | 22,51000 |
| 2     | Shanti Pereira     | Singapur                 | 22,57 NR |
| 3     | Jessika Gbai       | Elfenbeinküste           | 22,78000 |
| 4     | Adaejah Hodge      | Britische Jungferninseln | 22,82000 |
| 5     | Susanne Gogl-Walli | Österreich               | 23,38000 |
| 6     | Alexa Sulyán       | Ungarn                   | 23,47000 |
| 7     | Nicole Caicedo     | Ecuador                  | 23,51000 |

### Lauf 4
23. August 2023 2022, 11:41 Uhr Ortszeit
Wind: −0,4 m/s
| Platz | Athletin         | Land           | Zeit (s) |
| ----- | ---------------- | -------------- | -------- |
| 1     | Julien Alfred    | St. Lucia      | 22,31    |
| 2     | Natalliah Whyte  | Jamaika        | 22,44    |
| 3     | Bianca Williams  | Großbritannien | 22,67    |
| 4     | Gina Bass        | Gambia         | 23,02    |
| 5     | Georgia Hulls    | Neuseeland     | 23,36    |
| 6     | Julia Henriksson | Schweden       | 23,55    |
| DNS   | Ella Connolly    | Australien     |          |

### Lauf 5
23. August 2023 2022, 11:48 Uhr Ortszeit
Wind: −1,3 m/s
| Platz | Athletin                  | Land        | Zeit (s) |
| ----- | ------------------------- | ----------- | -------- |
| 1     | Gabrielle Thomas          | USA         | 22,26    |
| 2     | Kevona Davis              | Jamaika     | 22,49    |
| 3     | Tasa Jiya                 | Niederlande | 22,97    |
| 4     | Boglárka Takács           | Ungarn      | 23,24    |
| 5     | Cecilia Tamayo-Garza      | Mexiko      | 23,25    |
| 6     | Martyna Kotwiła           | Polen       | 23,34    |
| 7     | Christine Bjelland Jensen | Norwegen    | 23,62    |

### Lauf 6
23. August 2023 2022, 11:5 Uhr Ortszeit
Wind: −0,3 m/s
| Platz | Athletin              | Land           | Zeit (s) |
| ----- | --------------------- | -------------- | -------- |
| 1     | Dina Asher-Smith      | Großbritannien | 22,46    |
| 2     | Maboundou Koné        | Elfenbeinküste | 22,55    |
| 3     | Kayla White           | USA            | 22,62    |
| 4     | Dalia Kaddari         | Italien        | 22,67    |
| 5     | Kryszina Zimanouskaja | Polen          | 22,88    |
| 6     | Remi Tsuruta          | Japan          | 23,49    |
| 7     | Rhoda Njobvu          | Sambia         | 23,82    |
| 8     | Vitória Cristina Rosa | Brasilien      | 23,86    |

## Halbfinale
Aus den drei Halbfinalläufen qualifizierten sich die jeweils beiden Ersten jedes Laufes – hellblau unterlegt – und zusätzlich die zwei Zeitschnellsten – hellgrün unterlegt – für das Finale.

### Lauf 1
24. August 2023, 19:45 Uhr Ortszeit
Wind: −0,1 m/s
| Platz | Athletin               | Land           | Zeit (s)                           |
| ----- | ---------------------- | -------------- | ---------------------------------- |
| 1     | Gabrielle Thomas       | USA            | 21,97                              |
| 2     | Dina Asher-Smith       | Großbritannien | 22,28                              |
| 3     | Natalliah Whyte        | Jamaika        | 22,52                              |
| 4     | Tasa Jiya              | Niederlande    | 22,67                              |
| 5     | Olivia Fotopoulou      | Zypern         | 22,73                              |
| 6     | Dalia Kaddari          | Italien        | 22,75                              |
| 7     | Polyniki Emmanouilidou | Griechenland   | 23,15                              |
| DSQ   | Maboundou Koné         | Elfenbeinküste | IWR 163, TR17.3.1 – Bahnübertreten |

### Lauf 2
24. August 2023, 19:54 Uhr Ortszeit
Wind: −0,2 m/s
| Platz | Athletin              | Land                     | Zeit (s) |
| ----- | --------------------- | ------------------------ | -------- |
| 1     | Julien Alfred         | St. Lucia                | 22,17    |
| 2     | Daryll Neita          | Großbritannien           | 22,21    |
| 3     | Anthonique Strachan   | Bahamas                  | 22,30    |
| 4     | Kayla White           | USA                      | 22,34    |
| 5     | Kevona Davis          | Jamaika                  | 22,34    |
| 6     | Jessika Gbai          | Elfenbeinküste           | 22,88    |
| 7     | Adaejah Hodge         | Britische Jungferninseln | 22,96    |
| 8     | Kryszina Zimanouskaja | Polen                    | 23,34    |

### Lauf 3
24. August 2023, 20:03 Uhr Ortszeit
Wind: −0,2 m/s
| Platz | Athletin             | Land           | Zeit (s) |
| ----- | -------------------- | -------------- | -------- |
| 1     | Shericka Jackson     | Jamaika        | 22,00    |
| 2     | Sha’Carri Richardson | USA            | 22,20    |
| 3     | Marie-Josée Ta Lou   | Elfenbeinküste | 22,26    |
| 4     | Bianca Williams      | Großbritannien | 22,45    |
| 5     | Jaël Bestué          | Spanien        | 22,60    |
| 6     | Shanti Pereira       | Singapur       | 22,79    |
| 7     | Favour Ofili         | Nigeria        | 22,86    |
| 8     | Gina Bass            | Gambia         | 23,10    |

## Finale

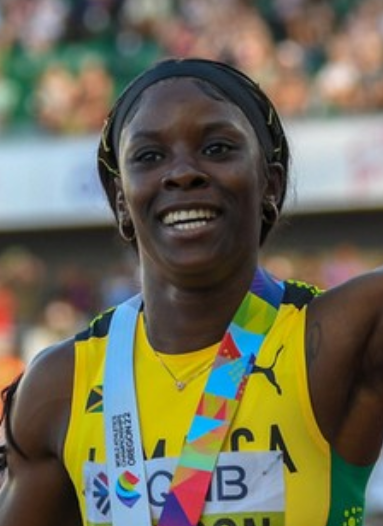
Shericka Jackson – als Titelverteidigerin erneut Weltmeisterin
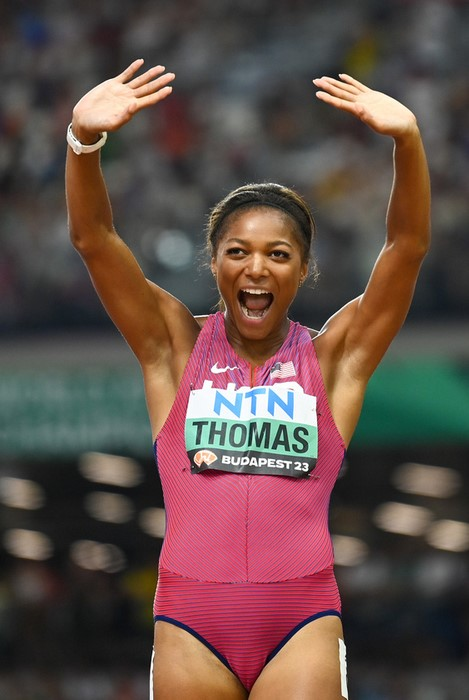
Freude über die Silbermedaille: Gabrielle Thomas
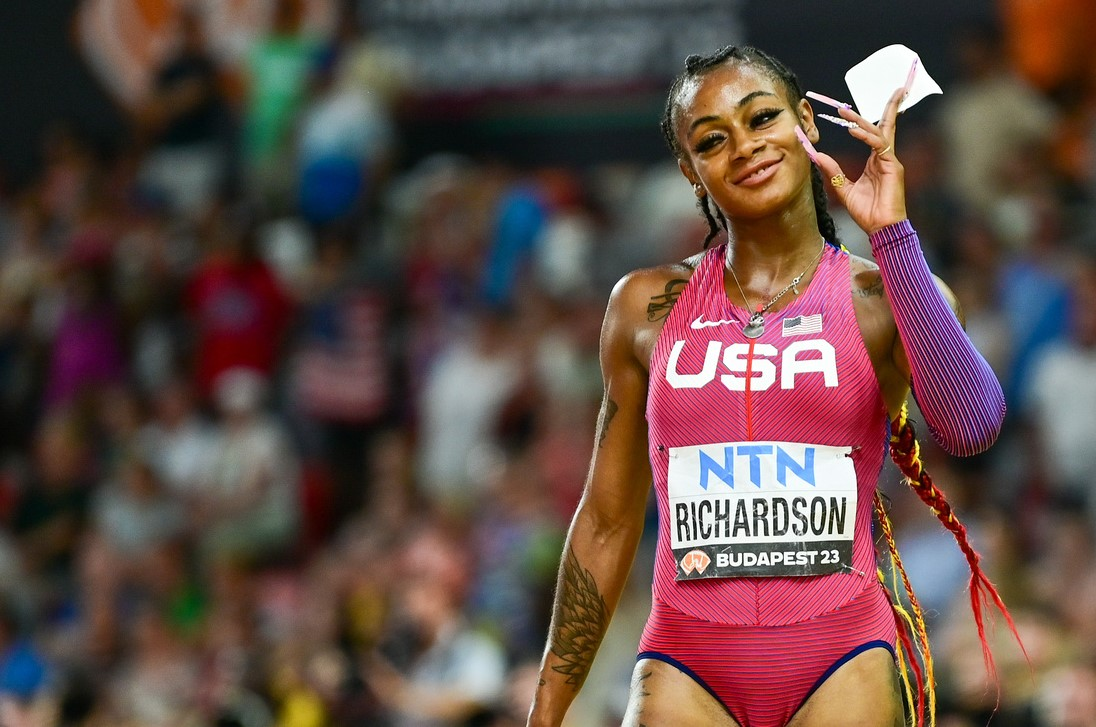
Nach Gold über 100 Meter nun Bronze für Sha’Carri Richardson

25. August 2023, 21:42 Uhr Ortszeit
Wind: +0,1 m/s
| Platz | Athletin             | Land           | Zeit (s)    |
| ----- | -------------------- | -------------- | ----------- |
|       | Shericka Jackson     | Jamaika        | 21,41 CR WL |
|       | Gabrielle Thomas     | USA            | 21,81       |
|       | Sha’Carri Richardson | USA            | 21,92       |
| 4     | Julien Alfred        | St. Lucia      | 22,05       |
| 5     | Daryll Neita         | Großbritannien | 22,16       |
| 6     | Anthonique Strachan  | Bahamas        | 22,29       |
| 7     | Dina Asher-Smith     | Großbritannien | 22,34       |
| 8     | Marie-Josée Ta Lou   | Elfenbeinküste | 22,64       |